# ヤン・クーツィール
ヤン・クーツィール（Jan Koetsier、1911年8月14日 - 2006年4月28日）は、オランダの作曲家、指揮者。

## 経歴
アムステルダム生まれ。1927年から1934年までベルリン音楽大学（現在のベルリン芸術大学）で作曲・ピアノ・指揮を学び、アムステルダム・コンセルトヘボウ管弦楽団の副指揮者となった。1949年からハーグ・レジデンティ管弦楽団とハーグ王立音楽院で働き、1950年にバイエルン放送交響楽団のカペルマイスターとなった。1966年から1976年までミュンヘン音楽大学で教鞭をとった。
作曲家としては3つの交響曲、管弦楽曲、室内楽曲、合唱、オペラなどの作品がある。パウル・ヒンデミットの影響を受け、後期ロマン派の音楽（グスタフ・マーラーとリヒャルト・シュトラウス）を好んだ。
1993年には寄付によって、ヤン・クーツィール財団が設立された。財団は、インターナショナル・ヤン・クーツィール・コンペティションを2年に一度開催している。